# Ronja, la filla del bandoler (anime)
Ronja, la filla del bandoler (山賊の娘ローニャ, Sanzoku no Musume Rōnya) és una sèrie de televisió japonesa animada per ordinador en cel shading basada en la novel·la Ronja, la filla del bandoler (Ronja Rövardotter) escrita per Astrid Lindgren. Produïda per Polygon Pictures, Studio Ghibli, NHK Enterprises i Dwango, la sèrie està dirigida i dissenyada per Gorō Miyazaki. Hiroyuki Kawasaki es va encarregar de la composició de la sèrie i va escriure'n els guions, Katsuya Kondō va dissenyar-ne els personatges, Toshio Suzuki va proporcionar-ne el logotip del títol i Satoshi Takebe en va compondre la música. Miyazaki va declarar: "Ronja, la filla del bandoler no només és una història sobre una noia que es va fent adulta, sinó també una història d'amor, creixement i lligam entre pares i fills i els seus amics. El nostre objectiu és crear una història que la pugui gaudir tothom, des de petits a grans". Kazuyoshi Saito va escriure, produir i interpretar tots els instruments de "Player" perquè Mari Natsuki els cantés com a tema final. És la primera sèrie de televisió de Studio Ghibli.
L'anime es va estrenar en català el 8 de desembre de 2022 al canal SX3.

## Argument
La Ronja és l’única filla del cap d’un grup de bandolers. Quan fa 10 anys, el seu pare decideix que ha de seguir les seves passes. La Ronja descobreix les meravelles i els perills que amaga el bosc i de seguida s’espavila i aprèn a superar la por. La seva vida canvia el dia que coneix un nen de la seva edat que es diu Birk: és el fill d’en Borka, enemic del seu pare. La Ronja i en Birk esdevenen inseparables. La vida, però, no els ho posa fàcil, i hauran de trobar la manera de continuar veient-se malgrat la rivalitat que hi ha entre les seves famílies.

## Personatges
- Ronja (ローニャ, Rōnya) Veu: Haruka Shiraishi  (japonès), Iris Lago[8] (català)

- Mattis (マッティス, Mattisu) Veu: Takaaki Seki  (japonès), Roger Pera[8] (català)

- Lovis (ロヴィス, Rovisu) Veu: Yukari Nozawa  (japonès), Sílvia Gómez[8] (català)

- Birk (ビルク, Biruku) Veu: Reika Uyama  (japonès), Geni Rey[8] (català)

- Borka (ボルカ, Boruka) Veu: Atsuki Tani  (japonès), Xavier Martín[8] (català)

- Undis (ウンディス, Undisu) Veu: Mika Doi  (japonès)

- Skalle-Per (スカッレ・ペール, Sukarre Pēru) Veu: Umeji Sasaki  (japonès), Joan Pera[8] (català)

- Fjosok (フョーソク, Fyōsoku) Veu: Shōichirō Akaboshi  (japonès)

- Pelje (ペリェ, Perye) Veu: Yūsuke Tezuka  (japonès), Àlex de Porrata[8] (català)

- Tjorm (チョルム, Chorumu) Veu: Takeo Ogawa  (japonès)

- Sturkas (ストゥルカス, Suturukasu) Veu: Kenji Sugimura  (japonès)

- Knotas (クノータス, Kunōtasu) Veu: Takahiro Shimada  (japonès)

- Tjegge (チェッゲ, Chegge) Veu: Rintarou Nishi  (japonès)

- Lill-Klippen (リル・クリッペン, Riru Kurippen) Veu: Keiji Himeno  (japonès), Marcos de la Calle[8] (català)

- Jutis (ユティス, Yutisu)
- Joen (ヨエン, Yoen)
- Labbas (ラッバス, Rabbasu)
- Turre (トゥッレ, Turre)
- Harpia (鳥女, Tori-onna) Veu: Saori Kato  (japonès)

- Rumphobs (ずんぐり小人, Zunguri kobito) Veu: Man Katō, Hideki Tanaka, Masako Isobe, Erina Kurita, Miyuki Satō  (japonès)

- Narrador (ナレーション, Narēshon) Veu: Fukiko Endō  (japonès), Marta Barbarà[8] (català)

## Llista d'episodis
L'opening de la sèrie és "Crida de la primavera" (春のさけび, Haru no sakebi) i està interpretada per la cantant Aoi Teshima. La versió catalana la canta la cantant catalana Beth. L'ending és "Player" interpretada per Mari Natsuki. En la versió catalana l'ending se substitueix per una versió instrumental de l'opening.
| Núm. | Títol                                                                                   | Direcció              | Data d'emissió original | Data d'emissió en català |
| --- | --------------------------------------------------------------------------------------- | --------------------- | ----------------------- | ------------------------ |
| 1 | Nascuda en la tempesta Kaminari no yoru no ko (かみなりの夜の子)                        | Kazuma Shimizu        | 11 d'octubre de 2014    | 8 de desembre de 2022    |
| En Mattis i el seu grup de bandolers paren una emboscada a uns comerciants per robar-los el que tenen. Mentre es baralla amb la banda rival, la dels bandolers d'en Borka, una emergència l'obliga tornar al seu castell: la seva filla Ronja és a punt de néixer. És nit de tempesta, en què cau un llamp que parteix en dos el castell on viuen.                                           |                                                                                         |                       |                         |                          |
| 2 | El primer viatge al bosc Hajimete no mori e (はじめての森へ)                            | Kazuma Shimizu        | 11 d'octubre de 2014    | 8 de desembre de 2022    |
| En Mattis i els seus bandolers estan tan embadalits amb la nouvinguda que fins i tot se salten la feina per poder quedar-se amb la petita Ronja. Amb els anys, la Ronja creix i es converteix en una nena energètica i riallera. Un dia, en Mattis decideix que la seva filla ha d'aprendre el que implica viure al bosc i li proposa que surti a explorar-lo.                               |                                                                                         |                       |                         |                          |
| 3 | El bosc, les estrelles i els nans Mori to hoshi to kobito to (森と星と小人と)           | Kazuma Shimizu        | 18 d'octubre de 2014    | 8 de desembre de 2022    |
| La Ronja s'aventura al bosc per primera vegada i tot és pura emoció: hi ha arbres gegants, un riu, un llac i criatures de tota mena. De tant que corre i juga, queda esgotada i s'adorm sobre una roca. Quan es desperta ha caigut la nit. Quan enfila el camí cap a casa, es topa amb una colla de nans grisos...                                                                           |                                                                                         |                       |                         |                          |
| 4 | El so d'un xiulet Kikoeru kuchibue (聞こえる口笛)                                       | Akio Kazumi           | 25 d'octubre de 2014    | 12 de desembre de 2022   |
| Ara la Ronja sap que no ha de tenir por del bosc i que, en tot cas, ha d'aprendre a anticipar els perills. Per això hi va a practicar, però sense voler provoca les harpies i n'ha de fugir com pot. Un cop al castell, decideix pujar a l'Esquerda de l'Infern i mirar de saltar-la per perdre-li la por. Allà, però, s'hi troba algú.                                                      |                                                                                         |                       |                         |                          |
| 5 | Enemics al castell Shiro ni haitta teki (城にはいった敵)                                | Kazuma Shimizu        | 1 de novembre de 2014   | 17 de desembre de 2022   |
| La Ronja s'ha trobat un nen misteriós, en Birk, a l'altra banda de l'Esquerda de l'Infern. Primer sent curiositat per ell, però quan s'assabenta que és el fill d'en Borka, el rival del seu pare, canvia d'actitud. El pitjor és que en Birk li diu que ell i els bandolers d'en Borka s'han instal·lat a la part nord del castell, i la Ronja sap que el seu pare no s'ho prendrà gens bé. |                                                                                         |                       |                         |                          |
| 6 | Els bandolers cara a cara Niramiau sanzoku-tachi (にらみあう山賊たち)                   | Akio Kazumi           | 8 de novembre de 2014   | 17 de desembre de 2022   |
| En Borka i els seus bandolers s'han instal·lat a la part nord del castell d'en Mattis sense que ningú se n'adonés. En Mattis, enfurismat, puja a l'Esquerda de l'Infern amb els seus homes decidit a fer-los fora. La Ronja té un disgust en descobrir que el seu pare també és un lladre, com en Borka, i decideix anar al bosc per esbargir-se. No és l'única...                           |                                                                                         |                       |                         |                          |
| 7 | Una cançó en la boira Kiri no naka no utagoe (霧の中の歌声)                             | Kazuma Shimizu        | 15 de novembre de 2014  | 18 de desembre de 2022   |
| El primer moment, la Ronja no suporta haver de compartir el bosc amb en Birk, però ell li recorda que el bosc és de tothom. De cop i volta, cau una boira molt espessa i en Birk, que no es vol perdre, li demana a la Ronja de tornar junts al castell. Mentre avancen, la Ronja queda encantada per la veu dels éssers de l'inframon i se sent temptada de seguir-los...                   |                                                                                         |                       |                         |                          |
| 8 | La tardor arriba al bosc Fukamaru mori no aki (深まる森の秋)                            | Akio Kazumi           | 22 de novembre de 2014  | 18 de desembre de 2022   |
| En Mattis intenta fer fora en Borka de la part nord del castell de totes les formes possibles, però no se'n surt. Arriba la tardor i el bosc es buida. La Ronja continua anant-hi, però no s'hi troba en Birk ni una sola vegada. Hauria d'estar contenta de tenir el bosc només per a ella, però per algun motiu no n'està. Ja no veu en Birk de la mateixa manera...                       |                                                                                         |                       |                         |                          |
| 9 | Atrapada a la neu Nukerarenai yuki no ana (ぬけられない雪の穴)                          | Kazuma Shimizu        | 29 de novembre de 2014  | 24 de desembre de 2022   |
| Ha arribat l'hivern, i amb el canvi d'estació el bosc es cobreix de gel i de neu. Els bandolers es passen el dia traient neu del castell. En Mattis li regala un parell d'esquís a la Ronja perquè aprengui a esquiar, i ella s'hi posa de seguida. Un dia pateix una caiguda i el peu li queda atrapat a la neu.                                                                            |                                                                                         |                       |                         |                          |
| 10 | Una promesa entre germans Kyōdai no chikai (きょうだいの誓い)                           | Akio Kazumi           | 6 de desembre de 2014   | 24 de desembre de 2022   |
| Mentre esquiava, la Ronja va caure i el peu li va quedar atrapat a la teulada de la casa d'una família de gnoms rabassuts. No hi ha manera de treure'l. Està tota sola, no pot demanar ajuda i s'adona que aquella nit tornarà a nevar fort. Comença a témer que no se'n sortirà. Per acabar-ho d'adobar, una harpia se li acosta i se l'intenta endur...                                    |                                                                                         |                       |                         |                          |
| 11 | D'amagat Kossori to yaru koto (こっそりとやること)                                      | Kei Takao             | 13 de desembre de 2014  | 25 de desembre de 2022   |
| L'endemà que en Birk la rescatés a la neu, la Ronja es posa malalta i es passa tres dies enllitada. Ella, però, té moltes ganes de tornar a veure el seu nou germà, tot i que sap que allò seu és un secret que no pot compartir amb ningú. Un cop curada, es veu obligada a quedar-se al castell, perquè neva massa, però decideix anar als passadissos subterranis.                        |                                                                                         |                       |                         |                          |
| 12 | Un xiulet sota terra Chikashitsu no kuchibue (地下室の口笛)                             | Kazuma Shimizu        | 20 de desembre de 2014  | 25 de desembre de 2022   |
| La Ronja té tantes ganes de veure en Birk que ha decidit treure la runa que bloqueja un dels passadissos subterranis. Després de molt treballar, aconsegueix obrir-hi un forat que el connecta amb l'altra part del castell i, poc després, sent un xiulet... És en Birk! Quan per fi es tornen a trobar, la Ronja s'adona que està molt més prim i decideix ajudar-lo.                      |                                                                                         |                       |                         |                          |
| 13 | Els bandolers pobres Aware na sanzoku-tachi (あわれな山賊たち)                          | Akio Kazum            | 27 de desembre de 2014  | 31 de desembre de 2022   |
| La Ronja queda cada dia amb en Birk als passadissos subterranis i li porta menjar d'amagat perquè no es mori de gana. Finalment, l'hivern comença a escampar i les temperatures es tornen més agradables. Un dia, la Lovis obliga tots els bandolers a despullar-se i rentar-se a la neu per treure's la pudor de l'hivern.                                                                  |                                                                                         |                       |                         |                          |
| 14 | Una primavera meravellosa Subarashii haru ni (すばらしい春に)                           | Kei Takao             | 3 de gener de 2015      | 31 de desembre de 2022   |
| Finalment arriba la primavera, i la Ronja i en Birk es tornen a trobar al bosc. Allà, gaudeixen del bon temps i la natura, i fins i tot intenten domar dos cavalls salvatges. Paral·lelament, els homes d'en Mattis reprenen la seva rutina de bandolers i roben un bon botí, però tenen una enganxada amb en Borka, que els en reclama una part.                                            |                                                                                         |                       |                         |                          |
| 15 | El conflicte interminable (1a part) Hateshinai arasoi (zenpen) (はてしない争い（前編）) | Kazuma Shimizu        | 10 de gener de 2015     | 1 de gener de 2023       |
| L'Sturkas es recupera mica en mica de la ferida que li va causar la fletxa de la banda rival, però la tensió entre en Mattis i en Borka és palpable i la situació és cada vegada més tensa. La Ronja va al bosc amb en Birk, però no pot evitar patir pel que pugui passar. A la nit, quan torna a casa, les seves pors s'han fet realitat: el seu pare ha passat a l'acció.                 |                                                                                         |                       |                         |                          |
| 16 | El conflicte interminable (2a part) Hateshinai arasoi (kōhen) (はてしない争い（後編）)  | Kazuma Shimizu        | 17 de gener de 2015     | 1 de gener de 2023       |
| En Mattis ha segrestat en Birk. A primera hora del matí, es troba amb en Borka i els seus homes a l'Esquerda de l'Infern i li llança una amenaça: si vol recuperar el seu fill, ha de marxar del castell. En Borka ho intenta negociar, però ell es nega a cedir. La Ronja, indignada pel que ha fet el seu pare, pren una decisió que ho canviarà tot.                                      |                                                                                         |                       |                         |                          |
| 17 | Dues mudances Futari no hikkoshi (ふたりの引っこし)                                     | Akio Kazumi           | 24 de gener de 2015     | 7 de gener de 2023       |
| En Mattis, destrossat, renega de la seva filla. A la Ronja li costa aguantar la situació, però també pateix perquè no ha tornat a veure en Birk des del segrest. Al cap de quatre dies, però, se'l troba al bosc tot carregat: està decidit a venir a viure al bosc. Encantada amb la idea, la Ronja decideix que ella també ho farà.                                                        |                                                                                         |                       |                         |                          |
| 18 | Allò que amaga la cova Dōkutsu ni hisomu mono (洞窟にひそむもの)                        | Kei Takao             | 31 de gener de 2015     | 7 de gener de 2023       |
| La Ronja i en Birk s'han instal·lat al bosc, i ara viuen a la Cova de l'Ós. De nit, la Ronja troba a faltar el castell, però de dia no té temps. El primer dia, per exemple, no paren nin un moment: necessiten moltes coses per poder sobreviure al bosc. Tot d'una, senten una remor que ve del fons de la cova.                                                                           |                                                                                         |                       |                         |                          |
| 19 | El ganivet perdut Nakunatta naifu (なくなったナイフ)                                    | Kei Takao Akio Kazumi | 7 de febrer de 2015     | 8 de gener de 2023       |
| De bon matí, la Ronja i en Birk surten a comprovar si han caçat algun salmó i, després, decideixen que es faran dos bols de fusta amb el ganivet d'en Birk. Ell adverteix la Ronja que el ganivet és l'eina més important que tenen. Però tres dies més tard resulta que el perden, i això provoca una greu discussió entre ells.                                                            |                                                                                         |                       |                         |                          |
| 20 | Amb els cavalls salvatges Nōma-tachi to (野馬たちと)                                    | Akio Kazumi           | 14 de febrer de 2015    | 8 de gener de 2023       |
| A poc a poc, la primavera dona pas a l'estiu. La Ronja i en Birk ja s'han acostumat a la nova vida: munyen l'euga que van salvar per treure'n llet i miren de domar els dos cavalls salvatges, l'Indomable i el Tabalot. Sembla que tot va bé... Fins que una harpia els localitza i els persegueix entre els arbres.                                                                        |                                                                                         |                       |                         |                          |
| 21 | La cascada i les harpies Todoroku taki to tori-onna (とどろく滝と鳥女)                  | Kei Takao             | 21 de febrer de 2015    | 14 de gener de 2023      |
| En Lill-Klippen visita la Ronja a la Cova de l'Ós. Ha vingut a portar-li pa, però també a explicar-li les novetats i, sobretot, a convèncer-la perquè torni al castell amb ell. Diu que, des que va marxar, tot és més trist, i que viuen una situació complicada. Ella, però, diu que no pot. Més tard va al riu amb en Birk, però les harpies els veuen...                                 |                                                                                         |                       |                         |                          |
| 22 | Només aquest estiu Kore kagiri no natsu (これかぎりの夏)                                | Kazuma Shimizu        | 28 de febrer de 2015    | 14 de gener de 2023      |
| La Ronja i en Birk aconsegueixen fugir de les harpies salvatges, però els problemes no s'acaben: primer, estan a punt a punt de caure cascada, avall. I quan, esgotats, arriben a la Cova de l'Ós, s'hi troben la Lovis. A diferència d'en Birk, la Ronja s'alegra de veure-la, però es nega a tornar a casa si no és el seu pare qui ve a demanar-li.                                       |                                                                                         |                       |                         |                          |
| 23 | La vida és valuosa Inochi wa muda ni dekinai (命はむだにできない)                       | Akio Kazumi           | 7 de març de 2015       | 15 de gener de 2023      |
| Arriba la tardor i en Birk es prepara pel que més tard o més d'hora arribarà: el dia que la Ronja deixarà la Cova de l'Ós per tornar-se'n al castell amb en Mattis. Està decidit a quedar-se tot sol al bosc, a risc de perdre-hi la vida. La Ronja no se'n vol anar, però un dia es troba el seu pare al bosc i en Mattis els sorprèn a tots dos amb una proposta.                          |                                                                                         |                       |                         |                          |
| 24 | El matí del duel Kettō no asa (決闘の朝)                                                | Kei Takao             | 14 de març de 2015      | 15 de gener de 2023      |
| Amb la Ronja i en Birk a casa, el castell d'en Mattis i el fort d'en Borka s'han tornat a omplir de l'alegria que hi regnava abans. A més a més, en Mattis aconsegueix salvar els bandolers captius. Ara bé, arrel d'això els soldats no els deixen viure: i per això l'Skalle-Per suggereix que les dues bandes s'uneixin en una. La Ronja, però, té una altra idea.                        |                                                                                         |                       |                         |                          |
| 25 | Una banda poderosa Hitotsu no tsuyoi sanzoku-dan (ひとつの強い山賊団)                   | Akio Kazumi           | 21 de març de 2015      | 21 de gener de 2023      |
| En Mattis i en Borka decideixen unir forces i crear una sola banda, però primer s'han d'enfrontar en un duel per decidir qui dels dos en serà el cap. Així, doncs, es reuneixen tots, i les dues bandes observen qui dels dos s'alça amb la victòria. Un cop enllestit, ho celebren tots junts i parlen del futur.                                                                           |                                                                                         |                       |                         |                          |
| 26 | La crida de la primavera Haru no sakebi (春の叫び)                                      | Kazuma Shimizu        | 28 de març de 2015      | 21 de gener de 2023      |
| Ara que ja s'ha acabat el duel i la banda sap qui serà el seu nou cap, els bandolers tornen a la seva vida de sempre. La Ronja, però, està preocupada perquè veu com l'Skalle-Per cada dies està més feble; tant, que ni tan sols es veu amb cor de llevar-se. Un dia, l'Skalle-Per li explica un secret.                                                                                    |                                                                                         |                       |                         |                          |

## Rebuda
La recepció crítica de Ronja, la filla del bandoler va ser majoritàriament positiva. La sèrie va ser elogiada a les ressenyes de The Guardian, Collider The Daily Dot, Slate, iDigitalTimes, Starburst, Mir Fantastiki, entre d'altres. Mentrestant, la periodista sueca Yukiko Duke, The Onion's The AV Club i Polygon van publicar crítiques negatives. L'anime va ser elogiat per la seva bellesa visual i per ser fidel a la novel·la original, però criticat pel seu ritme lent.

### Premis
| Any  | Obra nominada                | Premi                                                           | Resultat  |
| ---- | ---------------------------- | --------------------------------------------------------------- | --------- |
| 2015 | Ronja, la filla del bandoler | Premis de la televisió asiàtica — Millor programa d'animació 2D | Guanyador |
| 2016 | Ronja, la filla del bandoler | Premis Emmy Internacional — Animació per a infants              | Guanyador |